# Johann Peter Kellner
Johann Peter Kellner (ur. 28 września 1705 w Gräfenroda, zm. 19 kwietnia 1772 tamże) – niemiecki kompozytor i organista.

## Życiorys
Uczył się w Gräfenroda u miejscowego kantora Johanna Petera Nagela oraz w Zella u Johanna Schmidta i w Suhl u Hieronymusa Florentiusa Quehla. Po powrocie do Gräfenroda był od 1728 roku pomocnikiem kantora, a następnie od 1732 roku kantorem w miejscowym kościele luterańskim. Do jego uczniów należeli Johann Philipp Kirnberger i Johannes Ringk.
Twórczość Kellnera reprezentuje okres przejściowy między barokiem a klasycyzmem, w swoich utworach odszedł od dotychczasowych sztywnych reguł melodycznych w kierunku stylu galant i Empfindsamer Stil. Zasłynął przede wszystkim jako twórca muzyki na instrumenty klawiszowe. Jako ceniony organista występował na licznych dworach książęcych, m.in. w Coburg. Znał J.S. Bacha, którego utwory kopiował.
Jego synem był Johann Christoph Kellner.